# Nelson Delle-Vigne Fabbri
Nelson Delle-Vigne Fabbri est un pianiste et pédagogue italien né en 1949 en Argentine.

## Biographie
Après des études de piano avec Magda Tagliaferro, Gyorgy Cziffra et Claudio Arrau, Nelson Delle-Vigne Fabbri s'engage dans une carrière de concertiste et de pédagogue. Il enseigne à l'école normale de musique de Paris « Alfred Cortot », à la Chapelle musicale Reine Elisabeth et donne des classes de maître en Corée du Sud, en Espagne, aux États-Unis, en France, en Grèce, en Italie, aux Pays-Bas, au Portugal et en Suisse. Il est également cofondateur, directeur artistique et coordinateur général du Certificat international pour les artistes pianistes (en) programme pédagogique de haut niveau présidé par Philippe Entremont et coorganisé par l'école Cortot et la faculté de musique de l'université de Floride. Nelson Delle-Vigne Fabbri est aussi directeur artistique de la Fondation Bell’Arte de Braine-l'Alleud en Belgique. Nelson Delle-Vigne Fabbri au cours de sa brillante carrière de pianiste virtuose a créé nombre d'œuvres de compositeurs européens, américains et sud-américains